# Piloprepes anassa
Espèce
Piloprepes anassa est une espèce d'insectes lépidoptères (papillons) de la famille des Oecophoridae.
On le trouve en Australie.

## Galerie

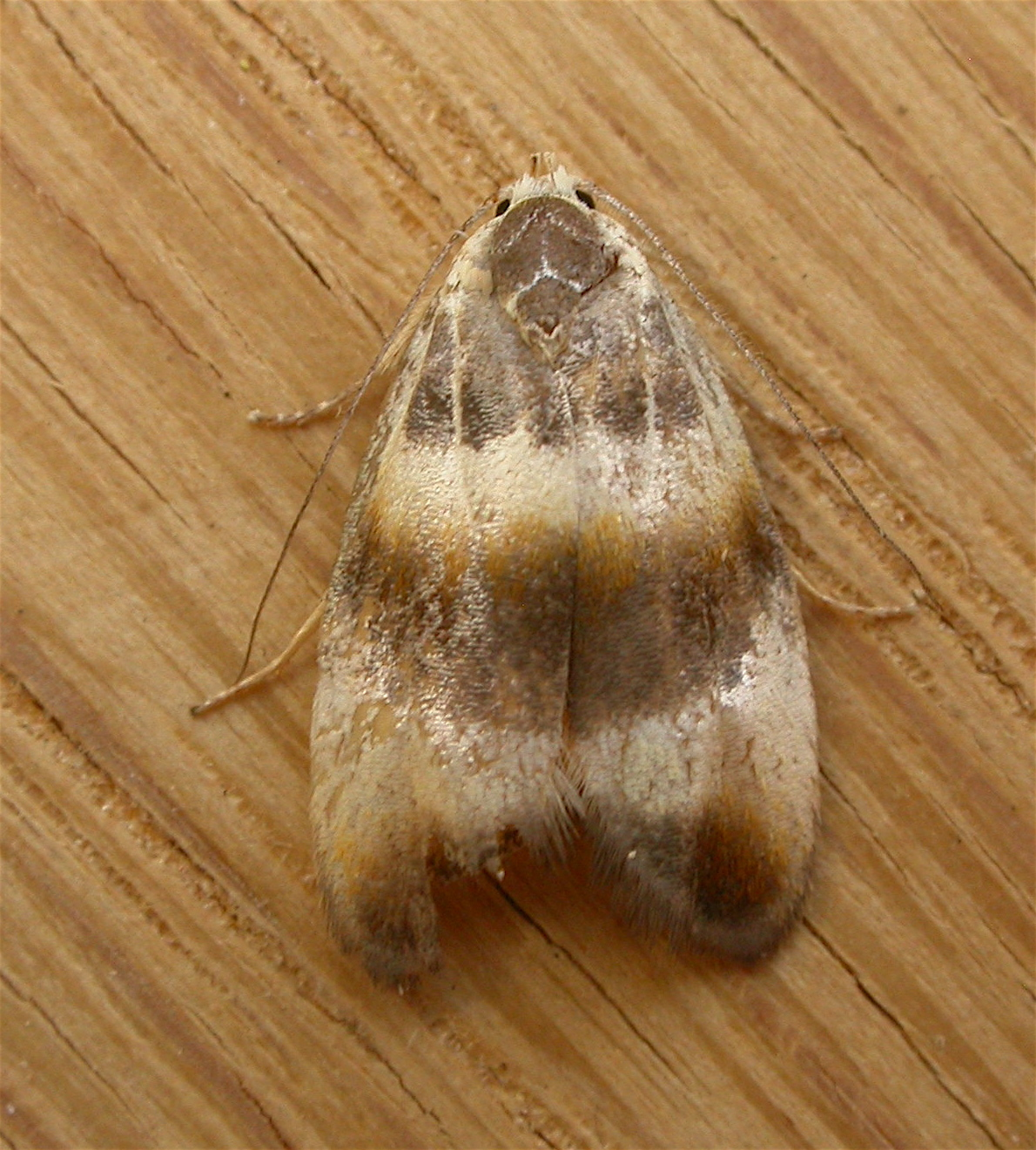